# خوراک گیاهی

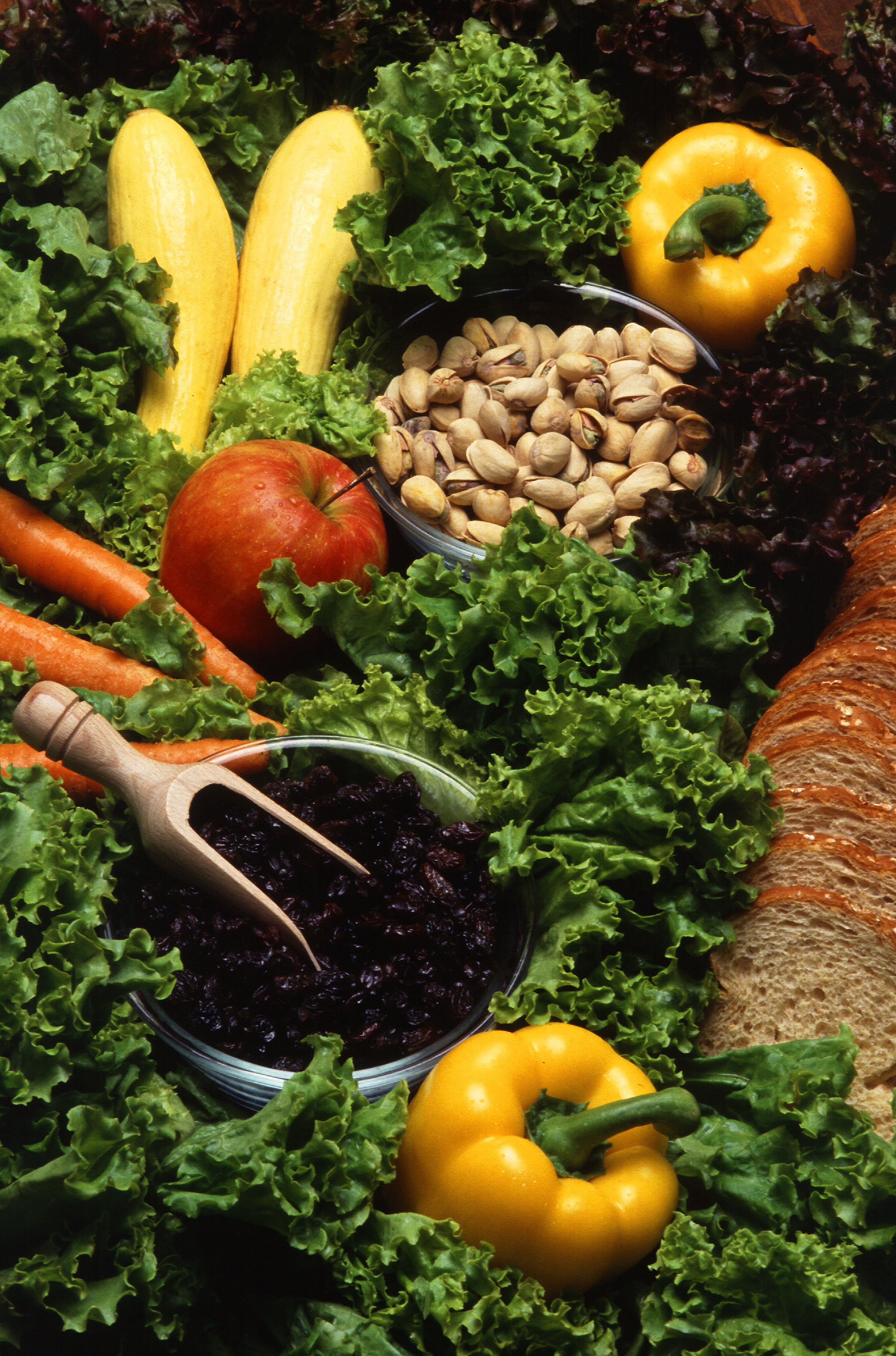
انواع مختلفی از مواد گیاهی

خوراک گیاهی مجموعه‌ای از چالش‌های مرتبط با سلامت و مزایای استفاده از رژیم‌های گیاه‌خواری است. اگر رژیم‌های گیاه‌خواری و وگانیسم به خوبی برنامه‌ریزی شده باشند، از نظر مواد مغذی غنی، و کافی بوده و می‌تواند برای تمام مراحل چرخه زندگی از جمله:دوران بارداری، شیردهی، کودکی، جوانی و بزرگسالی مناسب باشد.رژیم گیاه‌خواری در صورت غنی‌بودن می‌تواند پروتئین ،آهن، روی، ویتامین ب۱۲ و کلسیم کافی به بدن برساند، گرچه میزان این مواد غذایی ممکن است به طرز خطرناکی کم باشد و در صورت غنی نبودن رژیم‌های گیاه‌خواری و عدم مصرف کالری کافی ممکن است روی سلامت و رشد کودکان تأثیر منفی داشته باشد.